# Línea 664 (Interurbanos Madrid)
La línea 664 de la red de autobuses interurbanos de Madrid une el intercambiador de Moncloa con la estación de autobuses de San Lorenzo de El Escorial.

## Características
Esta línea une a los habitantes del municipio de San Lorenzo de El Escorial directamente con el intercambiador de Moncloa (Madrid) y viceversa, con un recorrido que dura aproximadamente 50 minutos entre cabeceras. Circula por el carril Bus-VAO de la A-6 mientras esté abierto.
Siguiendo la numeración de líneas del CRTM, las líneas que circulan por el corredor 6 son aquellas que dan servicio a los municipios situados en torno a la A-6 y comienzan con un 6. Aquellas numeradas dentro de la decena 660 corresponden a aquellas que circulan por San Lorenzo de El Escorial.
Está operada por la empresa ALSA mediante la concesión administrativa VCM-607 - Madrid – San Lorenzo de El Escorial (Viajeros Comunidad de Madrid) del Consorcio Regional de Transportes de Madrid.

## Horarios
| Lunes a viernes laborables (1 sept. - 30 junio) |
| A 7:00 - 7ː15 - 7:25 - 8:05 - 8:35 - 9:00 - 9:45 - 10:15 - 10:45 - 11:10 - 11:45 - 13:15 - 13:45 - 14:10 - 14:30 - 14:40 - 14:50 - 15:00 - 15:10 - 15:25 - 15:35 - 15:45 - 16:05 - 16:30 - 16:50 - 17:10 - 17:35 - 18:00 - 18:15 - 18:35 - 18:45 - 19:05 - 19:15 - 19:35 - 19:45 - 20:05 - 20:20 - 20:45 - 21:00 - 21:40 - 22:10 - 22:30 |
| Lunes a viernes laborables (julio) |
| A 7:00 - 7ː15 - 7:25 - 8:15 - 8:45 - 9:15 - 9:45,10:15 - 10:45 - 11:25 - 12:15 - 12:45 - 13:15 - 13:55 - 14:15 - 14:45 - 15:00 - 15:15 - 15:30 - 15:45 - 16:00 - 16:35 - 17:10 - 17:35 - 17:55 - 18:10 - 18:25 - 18:40 - 19:00 - 19:15 - 19:35 - 19:50 - 20:05 - 20:20 - 20:40 - 21:00 - 21:45 - 22:30                                   |
| Lunes a viernes laborables (agosto) |
| A 7:00 - 7ː15 - 7:25 - 8:15 - 8:45 - 9:15 - 10:15 - 10:45 - 11:25 - 12:15 - 13:15 - 13:55 - 14:15 - 14:45 - 15:00 - 15:15 - 15:30 - 15:45 - 16:00 - 16:50 - 17:35 - 17:55 - 18:10 - 18:25 - 18:40 - 18:50 - 19:00 - 19:15 - 19:35 - 19:50 - 20:05 - 20:20 - 20:40 - 21:00 - 21:45 - 22:30                                                |
| Sábados laborales |
| A 9:05 - 9:45 - 10:15 - 11:00 - 12:15 - 13:00 - 13:30 - 14:10 - 15:00 - 16:00 - 16:30 - 17:00 - 17:30 - 18:00 - 18:40 - 19:10 - 19:55 - 20:30 - 21:00 - 21:50 |
| Domingos y festivos |
| A 8:00 - 9:05 - 10:15 - 10:45 - 11:00 - 11:45 - 12:15 - 13:00 - 13:30 - 14:30 - 15:30 - 17:00 - 18:00 - 19:00 - 19:45 - 20:30 - 21:00 - 21:45 - 22:15 |

| Lunes a viernes laborables (1 sept. - 30 junio) |
| A 6:00 - 6:10 - 6:20 - 6:25 - 6:35 - 6:40 - 6:45 - 6:55 - 7:00 - 7:05 - 7:15 - 7:20 - 7:30 - 7:35 - 7:40 - 7:50 - 7:55 - 8:05 - 8:10 - 8:15 - 8:25 - 8:35 - 8:45 - 9:00 - 9:15 - 9:30 - 9:50 - 10:15 - 10:45 - 11:15 - 11:45 - 12:30 - 13:15 - 13:30 - 14:00 - 14:20 - 14:40 - 15:00 - 15:20 - 15:40 - 16:10 - 16:40 - 17:00 - 17:40 - 18:20 - 18:40 - 19:00 - 19:40 - 20:20 - 21:00 - 22:00 |
| Lunes a viernes laborables (julio) |
| A 6:10 - 6:20 - 6:30 - 6:40 - 6:50 - 6:55 - 7:05 - 7:15 - 7:20 - 7:30 - 7:40 - 7:50 - 7:55 - 8:05 - 8:15 - 8:25 - 8:35 - 8:45 - 9:00 - 9:15 - 9:30 - 9:50 - 10:15 - 10:45 - 11:15 - 11:45 - 12:30 - 13:00 - 13:30 - 14:00 - 14:25 - 14:50 - 15:15 - 15:40 - 16:15 - 16:45 - 17:15 - 17:45 - 18:15 - 18:45 - 19:15 - 19:45 - 20:25 - 21:00 - 22:00                                            |
| Lunes a viernes laborables (agosto) |
| A 6:10 - 6:20 - 6:30 - 6:40 - 6:50 - 6:55 - 7:05 - 7:15 - 7:20 - 7:30 - 7:40 - 7:50 - 7:55 - 8:05 - 8:15 - 8:25 - 8:35 - 8:45 - 9:00 - 9:15 - 9:30 - 9:50 - 10:15 - 10:45 - 11:45 - 12:30 - 13:00 - 13:30 - 14:00 - 14:25 - 14:50 - 15:15 - 15:40 - 16:15 - 16:45 - 17:45 - 18:15 - 18:45 - 19:15 - 19:45 - 20:25 - 21:00 - 22:00                                                            |
| Sábados laborales |
| A 7:00 - 7:30 - 8:15 - 8:45 - 9:30 - 10:30 - 11:15 - 12:00 - 12:45 - 13:15 - 13:45 - 14:30 - 15:00 - 15:30 - 16:00 - 16:45 - 17:15 - 17:45 - 18:15 - 19:00 - 20:30 - 23:15 |
| Domingos y festivos |
| A 7:00 - 8:15 - 8:45 - 9:30 - 9:30 - 10:30 - 11:00 - 12:00 - 13:15 - 14:15 - 15:30 - 16:00 - 16:30 - 17:45 - 18:30 - 19:00 - 19:45 - 20:30 - 21:00 |

1. 1 2 3 4 5 6 7 8 9 10 11 12 13 14 15 16 17 18 19 20 21 22 23 24 25 26 27 28 29 30 31 32 33 34 35 36 37 38  Con parada en Guadarrama, sólo está permitida la subida de viajeros.
2. 1 2 3  Con parada en C. Villalba y Guadarrama, sólo está permitida la subida de viajeros.
3. ↑  Sólo los días lectivos pasa por Guadarrama, sólo está permitido el descenso de viajeros.
4. 1 2 3 4 5 6 7 8 9 10 11 12 13 14 15 16 17 18 19 20 21 22 23 24 25 26 27 28 29 30 31  Con parada en C. Villalba y Guadarrama, sólo está permitido el descenso de viajeros.
5. 1 2 3 4 5 6  Con parada en Guadarrama, sólo está permitido el descenso de viajeros.
6. 1 2 3 4 5 6 7  Sin parada en la Ctra. A-6 - Av. Torrelodones (Torrelodones).
7. ↑  Con parada en C. Villalba y Guadarrama, sólo está permitido el descenso de viajeros. La parada de descenso de la terminal en Madrid se encuentra en P.º de Moret.

## Recorrido y paradas

### Sentido San Lorenzo de El Escorial
NOTA: Las expediciones que circulan por el carril BUS-VAO de la A-6 no realizan las paradas sombreadas en azul.
Algunas de las expediciones de los fines de semana pasan por las paradas de Guadarrama y Villalba, que están en cursiva. 
| Código | Parada                                              | Común con                                                                                             | Enlaces | Municipio                  | Zona |
| ------ | --------------------------------------------------- | --- | ------- | -------------------------- | ---- |
| 6002   | Intercambiador de Moncloa (Dársena 11)              | 661                                                                                                   | Moncloa | Madrid                     |      |
| 1338   | Facultad de Veterinaria                             | 83 133 162 164 621 622 623 624 624A 625 627 628 629 651 652 653 654 655 656 656A 657 658 661 661A 662 |         | Madrid                     |      |
| 06026  | Av. Padre Huidobro - Urb. Casaquemada               | 621 622 623 624 624A 625 627 628 629 661 661A 662                                                     |         | Madrid                     |      |
| 06516  | Av. Juan Carlos I - Zoco                            | 660 671 672 672A 673 681 682 683 684 685 688 691                                                      |         | Collado Villalba           |      |
| 20123  | Av. Juan Carlos I - Planetocio                      | 660 681 682 683 684 685 688 3                                                                         |         | Collado Villalba           |      |
| 10200  | Escoriales - Hospital Guadarrama                    | 660 690 VAC-246 4                                                                                     |         | Guadarrama                 |      |
| 10201  | Ctra. M600 - Valle de los Caídos                    | 660                                                                                                   |         | San Lorenzo de El Escorial |      |
| 10202  | Ctra. M600 - C.º Calzada del Campillo               | 660                                                                                                   |         | San Lorenzo de El Escorial |      |
| 10204  | Ctra. M600 - Urb. La Pizarra                        | 660 2                                                                                                 |         | San Lorenzo de El Escorial |      |
| 10205  | Ctra. M600 - Hospital El Escorial                   | 660 2                                                                                                 |         | San Lorenzo de El Escorial |      |
| 10206  | Ctra. M600 - Urb. Monte Escorial                    | 640 660 669 669A 2 3 4                                                                                |         | San Lorenzo de El Escorial |      |
| 11531  | Ctra. M600 - Urb. Jardín de Reyes                   | 640 660 669 669A 2                                                                                    |         | San Lorenzo de El Escorial |      |
| 10207  | Juan de Toledo - Biblioteca                         | 640 660 669 669A 2                                                                                    |         | San Lorenzo de El Escorial |      |
| 10208  | Juan de Toledo - Velázquez                          | 640 660 669 669A 2                                                                                    |         | San Lorenzo de El Escorial |      |
| 10185  | Estación de autobuses de San Lorenzo de El Escorial | 640 660 661 665 666 667 669 669A                                                                      |         | San Lorenzo de El Escorial |      |

### Sentido Madrid (Moncloa)
NOTA: Las expediciones que circulan por el carril BUS-VAO de la A-6 no realizan las paradas sombreadas en azul.
Algunas de las expediciones de los fines de semana pasan por las paradas de Guadarrama y Villalba, que están en cursiva. 
| Código | Parada                                              | Común con                                                                                         | Enlaces | Municipio                  | Zona |
| ------ | --------------------------------------------------- | ------------------------------------------------------------------------------------------------- | ------- | -------------------------- | ---- |
| 10185  | Estación de autobuses de San Lorenzo de El Escorial | 640 660 661 665 666 667 669 669A                                                                  |         | San Lorenzo de El Escorial |      |
| 10212  | Juan de Toledo - Codolosa                           | 640 660 669 669A 2 4                                                                              |         | San Lorenzo de El Escorial |      |
| 10213  | Juan de Toledo - Biblioteca                         | 640 660 669 669A 2 4                                                                              |         | San Lorenzo de El Escorial |      |
| 11530  | Ctra. M600 - Urb. Jardín de Reyes                   | 640 660 669 669A 2 4                                                                              |         | San Lorenzo de El Escorial |      |
| 10214  | Ctra. M600 - Urb. Monte Escorial                    | 640 660 669 669A 2 3 4                                                                            |         | San Lorenzo de El Escorial |      |
| 10215  | Ctra. M600 - Hospital El Escorial                   | 660 2 4                                                                                           |         | San Lorenzo de El Escorial |      |
| 10216  | Ctra. M600 - Urb. La Pizarra                        | 660 2                                                                                             |         | San Lorenzo de El Escorial |      |
| 10218  | Ctra. M600 - C.º Calzada del Campillo               | 660                                                                                               |         | San Lorenzo de El Escorial |      |
| 10219  | Ctra. M600 - Valle de los Caídos                    | 660                                                                                               |         | San Lorenzo de El Escorial |      |
| 10220  | Escoriales - Hospital Guadarrama                    | 660 690 VAC-246 4                                                                                 |         | Guadarrama                 |      |
| 06405  | Av. Juan Carlos I - Planetocio                      | 660 681 682 683 684 685 688 3                                                                     |         | Collado Villalba           |      |
| 12563  | Av. Juan Carlos I - Ctra. M601                      |                                                                                                   |         | Collado Villalba           |      |
| 06094  | Ctra. A6 - Av. Torrelodones                         | 610 611 631 633 635 685                                                                           |         | Torrelodones               |      |
| 06268  | Av. Padre Huidobro - Pº Ermita                      | 621 622 623 625 627 628 629 631 635 641 642 643 651 652 653 654 655 656 656A 657 661 661A 662 815 |         | Madrid                     |      |
| 23     | Escuela Universitaria de Estadística                | Autobuses interurbanos del Corredor 6                                                             |         | Madrid                     |      |
| 1333   | Av. Puerta de Hierro - Agrónomos                    | Autobuses interurbanos del Corredor 6                                                             |         | Madrid                     |      |
| 6002   | Intercambiador de Moncloa (Dársena 11)              | 661                                                                                               | Moncloa | Madrid                     |      |

## Galería de imágenes

Mapa de la distribución de dársenas del intercambiador de Moncloa con la distribución de cabeceras de las líneas de autobuses, entre las que aparece la línea 664.